# Prueba de Schilling
La prueba de Shilling o examen de Schilling (infrecuentemente de Shilling) permite el diagnóstico definitivo de la anemia Perniciosa o Anemia de Addison-Biermer demostrando la malabsorción de la Vitamina B12 (Cobalamina).

## Procedimiento
Se administra vitamina B12 por vía oral, radiomarcadas con cobalto (57Co y 58Co), la vitamina B12 se absorbe gracias al factor intrínseco presente en el estómago, la prueba consta de dos fases:
- Primera Fase:

En la primera parte del test, se le administra al paciente vitamina B12 radiomarcada por vía oral. Luego, 1 hora después, se le pone una inyección intramuscular de vitamina B12 no marcada. Esta cantidad no es suficiente para repletar o saturar las reservas de Vitamina B12 en el cuerpo (se requiere alrededor de 10 inyecciones de vitamina B12 en tiempo prolongado). El propósito de esta inyección es el de saturar temporalmente a los receptores de vit. B12 ubicados en el hígado para prevenir que la vitamina B12 radiomarcada se una a los tejidos del cuerpo (especialmente en el hígado), para que de haber una absorción de vit. B12 en el tracto digestivo, esta pase a la orina. Finalmente, se recolecta la orina del paciente en el transcurso de 24 horas para verificar la absorción.
Normalmente, la vitamina B12 radiomarcada será absorbida por el cuerpo. En cambio en este test debido a que los receptores del hígado se encuentran saturados secundario a la inyección de transcobalamina (vitamin B12 es su estado normal), la mayoría de la vitamina B12 ingerida será eliminada en la orina.
- Un examen normal indicará "al menos 10%" de vitamina B12 radiomarcada en la orina dentro de las primeras 24 horas.
- En pacientes con anemia perniciosa o con deficiencia debido a una alteración en la absorción, menos del 10% de vitamina B12 radiomarcada es detectado.

En el examen normal se observa una mayor cantidad de Cobalamina (vitamina B12) radiomarcada en la orina debido a que tras ser absorbida por el epitelio intestinal pasa directamente a la orina ya que todos los receptores de vit. B12 ubicados en el hígado fueron ocupados por la Cobalamina no radioactiva procedente de la inyección intramuscular. Un resultado anormal es dado por una menor cantidad de vitamina B12 radiomarcada en la orina debido a que permanecerá en el intestino y se eliminará en las heces.
- Segunda Fase:

Se administra Cobalamina marcada además de factor intrínseco.
Si se padece de mala absorción, al administrar la vitamina con el factor, se eliminara por orina en cantidades normales diagnosticándose un déficit de absorción. (ya que es absorbida pasando a circulación)

## Resultados
Los resultados se encuentran bajos en anemias perniciosa o síndromes de malabsorción.